# Navy Blues (1929)
Navy Blues is een Amerikaanse filmkomedie uit 1929 onder regie van Clarence Brown. Destijds werd de film in Nederland uitgebracht onder de titel Marinepronkstukken.

## Verhaal
De zeeman Jack Kelly zet graag eens de bloemetjes buiten. Op een feestje valt hij voor het keurige burgermeisje Alice. Hij moet haar al snel verlaten, omdat haar moeder het beroep van zeeman niet deftig genoeg vindt voor haar dochter. Alice loopt kwaad van huis weg en gaat op zoek naar haar geliefde.

## Rolverdeling
| Acteur         | Personage      |
| -------------- | -------------- |
| William Haines | Kelly          |
| Anita Page     | Alice          |
| Karl Dane      | Sven Swanson   |
| J.C. Nugent    | Mijnheer Brown |
| Edythe Chapman | Mevrouw Brown  |
| Wade Boteler   | Higgins        |